# Roman Roček
Roman Roček (* 31. Jänner 1935 in Wien; † 2. Jänner 2013 ebenda) war ein österreichischer Journalist und Autor.

## Leben
Roček maturierte 1954, arbeitete im Staatsdienst und absolvierte daneben ein Studium der Psychologie an der Universität Wien, das er 1964 mit der Promotion zum Dr. phil. abschloss.
1964 wurde er Leiter der Pädagogischen Arbeitsstelle des Verbandes Wiener Volksbildung. 1967 wurde er Leiter der Abteilung Wissenschaft und Volksbildung (Schulfunk) im Hörfunk der ORF und war ebendort von 1975 bis 1995 Leiter der Hauptabteilung Kulturelles Wort.
Roček war Biograf und Herausgeber des lyrischen Gesamtwerks von Alexander Lernet-Holenia und schrieb Opernlibretti und eine Biografie von Nikolaus Lenau.
Er fungierte als Schatzmeister und Vizepräsident des Österreichischen P.E.N.-Clubs. Er lebte lange Zeit in Brunn am Gebirge in Niederösterreich sowie später in Wien und war der jahrzehntelange Nachlassverwalter der Werke des Komponisten Richard Maux, den er in der 2011 veröffentlichten Monografie "Tonal gegen den Zeitgeist. Leben und Werk des Tondichters Richard Maux in Dokumenten" zum Gegner des Nationalsozialismus verklärt hat, obwohl Maux zwei Wochen nach dem Anschluss Österreichs die von Maux' Frau Else Reitermayer ohne Zwang getextete und von Maux ohne jede Not vertonte "Ostmark-Hymne", "Laßt flattern die Fahnen", eigens "Adolf Hitler gewidmet" hat und der volle Ertrag des Werk-Erstdruckes vom Verleger "in treuer deutscher Gesinnung der NSDAP Purkersdorf" zur Verfügung gestellt wurde. Roček betont Maux' Autobiografie folgend, dass Maux wegen seiner Abneigung gegen das NS-Regime und Hitler sowohl als Gymnasiallehrer wie auch als Komponist während der Nazi-Zeit berufliche Nachteile entstanden wären: "Obwohl ich immer unpolitisch gewesen war, stellte Direktor Peter Puppini mich ganz einfach deswegen kalt, weil ich kein Parteimitglied geworden war." Maux war seit 1. November 1938 nachweislich NSLB-Mitglied.
Roček war auch der Librettist von Alexander Blechinger:
- „Die böse 7 oder Therese Krones und ihr Galan“, eine Kammeroper mit historischem Hintergrund über die Volksschauspielerin Therese Krones, die Raimunds „Brüderlein fein“ seinerzeit bekannt gemacht hatte. Konzertante Uraufführung, UA: Wiener Konzerthaus, Großer Saal, Dezember 1992.
- „Ins Antlitz der Unterdrückung“, eine Satire über den heutigen Kulturbetrieb in Wien, ein szenisches Oratorium. konzertante UA im Goldenen Saal des Wiener Musikvereins, November 1989.
- „Orpheus jetzt“, ein Ballett, das die Orpheussage in die Jetztzeit und in den Untergrund des Wiener Praters ansiedelt. konzertante UA im Goldenen Saal des Wiener Musikvereins, Dezember 1990.

## Publikationen
- Mediengefahr. Essays. Verlag Jugend & Volk, Wien 1974.
- Neue Akzente. Essays, Herold-Verlag, Wien 1984.
- Der goldene Esel des Apuleius. Essay, Radschin Verlag, Kautzen 1986.
- Odysseus, der göttliche Dulder. Essay, Radschin Verlag, Kautzen 1986.
- Die Zauberflöte. Oper der Gegensätze und der Harmonie. Essay, Radschin Verlag, Kautzen 1988.
- Lieder hoher Minne. Luxusdruck von Holzstöckeln, Leopold Heidrich Verlag, Wien 1992, Faksimile 1999.
- Das Gedichtwerk des Herbert Wadsack. Sammlung, Einleitung, Kommentar. Edition Triglav, Wien 1995.
- Die neun Leben des Alexander Lernet-Holenia. Eine Biografie. Böhlau Verlag, Wien 1997.
- Glanz und Elend des P.E.N. Biographie eines literarischen Clubs. Böhlau Verlag, Wien 2000.
- Ausgewählte Gedichte. Hg. von Helmuth A. Niederle (Vorwort und Zusammenstellung), Podium Porträt Band 77 (Hg. von Hannes Vyoral), Wien 2014, ISBN 978-3-902886-13-2.
- Stachelhäuter. Hg. und mit einem Post Skriptum versehen von Helmuth A. Niederle. Nebst einem Essay von Alexander Giese. edition pen (Bd. 28) im Löcker Verlag. Wien 2016, ISBN 978-3-85409-773-0.

## Herausgeberschaft
- mit Beiträgen von Otto Friedrich Bollnow, Erich Fromm, Arnold Gehlen, Helmuth Plessner, Adolf Portmann: Philosophische Anthropologie heute. C. H. Beck-Verlag, München 1972.
- Österreichische Bibliothek. Verlag Böhlaus Nachf., Wien 1985–1992, ab 1992 Edition Triglav, Wien.
- Alexander Lernert Holenia. Das lyrische Gesamtwerk. Zsolnay Verlag, Wien 1989.

## Medien
- CD: Harmonia Classica Records, HCR Extra I Alexander Blechinger Ins Antlitz der Unterdrückung, Szenisches Oratorium. Libretto, Edition Triglav, Wien 1990. Musik: Alexander Blechinger op. 48, Wien 1989
- CD: HCR 009 Orpheus jetzt, Mythologisches Ballett. Libretto, Edition Triglav, Wien 1990. Musik: Alexander Blechinger op. 53, Wien 1990
- CD: HCR 013 Die böse Sieben, Opernmusikal oder: Therese Krones und ihr Galan, Kammeroper. Libretto, Edition Triglav, Wien 1992. Musik: Alexander Blechinger op. 40, Wien 1992
- CD: HCR 014 Mond im Dämmer: Alexander Blechinger: „Ton-Dichtung“ op. 81, Text: Roman Roček
- CD: HCR 009 Richard Maux: Schnee, eine Symphonische Dichtung
- CD: HCR 014 Richard Maux: Mond im Dämmer op. 783, Melodram. In modo classico op. 20, Streichquartett. Das Haar der Melisande op. 775, für Harfe solo. Frühling op. 35, für hohe Singstimme und Klavier.[7]

## Auszeichnungen
- 1978: Ehrenkreuz für Wissenschaft und Kunst
- 1985: Silberne Ehrenmedaille der Bundeshauptstadt Wien
- 1985: Ehrenkreuz für Wissenschaft und Kunst Erster Klasse
- 1998: Goldenes Ehrenzeichen für Verdienste um das Land Wien